# Inginerie de protecție împotriva incendiilor
Ingineria de protecție împotriva incendiilor sunt principii ale științei și ingineriei pentru a proteja oamenii, proprietățile și mediul lor de efectele nocive și distructive ale focului și fumului. Acesta cuprinde instalațiile de semnalizare și detectare a a incendiilor, instalațiile de stingere cu apă tip șprinkler, materiale de protecție împoriva incendiilor astfel încât personalul să iasă în condiții de siguranță din clădire în cazul unui incendiu. În Statele Unite, „ingineria de protecție împotriva incendiilor” este adesea folosită pentru a include „ingineria de securitate la incendiu”.
Disciplina ingineriei incendiului include, dar nu este exclusiv:
- Detecție incendiu – sisteme de alarmare incendiu si sisteme de alarmare la dispecerat pompieri;
- Protecția activă împotriva incendiilor – sisteme de stingere a incendiilor
- Protecție pasivă împotriva incendiilor – bariere de incendiu și de fum prin care se separară încăperile;
- Controlul și managementul fumului;
- Modalități de evacuare – scări de evacuare, ascensoare de incendiu, etc.;
- Proiectarea clădirii (scenariu de securitate la incendii);
- Programe de prevenire a incendiilor;
- Comportamentul uman în timpul incendiilor;
- Analiza de risc, inclusiv factori economici
- Managementul incendiilor[1].

Inginerii de protecție împotriva incendiilor identifică riscurile și proiectează măsuri de protecție care ajută la prevenirea incendiilor, controlul și atenuarea efectelor incendiilor. Inginerii de pompieri asistă arhitecții, proprietarii de clădiri și dezvoltatorii în evaluarea obiectivelor privind siguranța vieții și protecția proprietății ale clădirilor. Inginerii de pompieri sunt, de asemenea, angajați ca investigatori de incendiu, inclusiv cazuri la scară foarte mare precum analiza prăbușirii World Trade Center. NASA folosește ingineri de pompieri în programul său spațial pentru a ajuta la îmbunătățirea siguranței.

## Istoric
Rădăcinile ingineriei incendiului datează din Roma antică, când împăratul Nero a ordonat reconstruirea orașului folosind metode pasive de protecție împotriva incendiilor, cum ar fi separarea spațiului și materiale de construcție incombustibile, după un incendiu catastrofal. Disciplina ingineriei incendiului a apărut la începutul secolului al XX-lea ca o disciplină distinctă, separată de inginerie civila, mecanică și chimică, ca răspuns la noile probleme de incendiu generate de Revoluția Industrială. Inginerii de protecție împotriva incendiilor din această epocă s-au preocupat de conceperea unor metode pentru a proteja fabricile mari, în special filatoarele și alte proprietăți de producție. O altă motivație pentru organizarea disciplinei, definirea practicilor și efectuarea cercetărilor pentru a sprijini inovațiile a fost răspunsul la incendiile catastrofale și incendiile urbane în masă care au măturat multe orașe majore în a doua jumătate a secolului al XIX-lea (vezi incendii de oraș sau zonă ). Industria asigurărilor a contribuit, de asemenea, la promovarea progreselor în profesia de inginer de incendiu și la dezvoltarea sistemelor și echipamentelor de protecție împotriva incendiilor. 

## Educație
Viitorii inginerii de pompieri, ca și omologii lor din alte discipline de inginerie și științifice, urmează un curs formal de educație și dezvoltare profesională continuă pentru a-și dobândi și menține competența. Tematică de pregătire cuprinde: matematică, fizică, chimie, știința materialelor, statică, dinamică, termodinamică, dinamică fluidelor, transfer de căldură, economie de inginerie, etică, mediu etc. Studiile privind arderea, evaluarea probabilistică a riscurilor sau managementul riscului, proiectarea sistemelor de stingere a incendiilor, sisteme de alarmă la incendiu, securitatea la incendiu a clădirilor, precum și măsurarea și simularea fenomenelor de incendiu completează majoritatea programelor de învățământ.
Noua Zeelandă a fost una dintre primele țări din lume care a introdus metode de evaluare bazate pe performanță în codurile lor de construcție în ceea ce privește securitatea la incendiu. Acest lucru s-a întâmplat odată cu introducerea Legii construcție din anul 1991. Profesorul Andy Buchanan,  de la Universitatea din Canterbury, a înființat primul curs postuniversitar și singurul curs disponibil în Noua Zeelandă, la acea vreme, în inginerie de securitate la incendiu în anul 1995. Solicitanții la curs obțin o calificare minimă de diplomă de licență în inginerie sau diplomă de licență într-o listă limitată de curs de știință. Absolvenți de seamă de la Universitatea din Canterbury includ Sir Ernest Rutherford, Robert (Bob) Park, .
În Europa, Universitatea din Edinburgh oferă o diplomă în ingineria securitate la incendii și a avut primul său grup de cercetare în domeniul incendiilor în anii 1970. Aceste activități sunt acum desfășurate la noul Centru BRE pentru Inginerie de Securitate la Incendiu. Universitatea din Leeds oferă în mod unic un premiu MSc în Inginerie de incendiu și explozie. 